# Fudbalski Klub Sloboda
FK Sloboda Tuzla é uma equipe de futebol com sede em Tuzla, na Bósnia e Herzegovina. Disputa a primeira divisão do país, a Premijer Liga.

## História

### Fundação
O FK Sloboda Tuzla foi fundado em 1919, como parte do Trabalho Social-Esportivo Gorki, denominado FK Gorki. A equipa e o Trabalho Social eram  populares na cidade de Tuzla e nas redondezas. O clube foi formado sobre iniciativa do Partido Comunista da Iugoslávia, seguindo as ideias da Revolução de Outubro.
Os primeiros centros do clube foram na rua Rudarska, em Tuzla, onde hoje há um Banco Judeu. Os jogos eram disputados em dois campos, no primeiro, que era chamado de Playground Comunista, onde hoje há uma universidade de química e mecânica e o segundo, onde hoje há uma escola primária.
No primeiro time, toda equipa era formada por amadores, cujos nomes são: Mirko Veseli, Peri Mot, Karlo Krejči, Santo Altarac, Ivica Šifer, Franto Bauzek, Mijo Josić, Lorenc Ajhberger, Vili Zaboš, Slavko Zafani, Ahmed Mandžić, Alfred Puhta, Jozo Vikić, Malaga Mustačević, Dragoslav Stakić e outros também importantes.

### Mudança de nome
Em 1924, devido ao banimento das atividades comunistas no país, o FK Gorki, foi banido de suas atividades. Para poder continuar participando de campeonatos, o time mudou de nome para Hajduk, mas foi banido novamente.

### Refundação e atividade entre 1927 e 1941
Após grandes trabalhos de ativistas, o Trabalho Cultural e Sociedade Esportiva de Sloboda foi formado em Tuzla, no dia 20 de Novembro de 1927. No início, a sociedade tinha 4 seções: Esportes, Teatro amador, Tamburica e Coral. Sua equipa de Futebol nesta época eram: Karlo Mot, Nikola Kemenc, Suljo Nezirović, Alfred Puhta, Safet and Ešo Isabegović, Oto and Ivica Milinović, Josip Leder and Muho Mujezinović, Karlo Schwartz, Vlado Mileusnić, Jozo Kemenc, Rihard Žlebnik, Mujo Begić e vários outros.
No início de 1928, a seção de esportes obteve independência da sociedade e foi renomeada para RSK Sloboda. O primeiro jogo disputado pelo novo clube foi contra o FK Solvaj em Lukavac. Por causa da extinção de outros times importantes de Tuzla, o time recebeu a transferência de vários jogadores, fazendo com que em 1928 o time ficasse com uma equipe excelente.

### Ascensão ao topo em 1945-1993
Durante a formação da Iugoslávia, o FK Sloboda participou ativamente da Primeira Liga Iugoslava, fazendo muito sucesso, mas sem ganhar nenhum título. Sua melhor qualificação foi quando o time se classificou para Copa UEFA, e jogou contra o Las Palmas, mas perdeu na Espanha de 5x0 e em Tuzla de 4x3.

### Nos dias atuais
Hoje em dia o clube está participando da Premijer Liga.

## Estádio
Seus jogos em casa são disputados Stadion Tušanj, que possui capacidade para 15.000 espectadores que foi fundado em 1928.

## Melhores qualificações

### Campeonatos Domésticos
- Premijer Liga

3º lugar — 2008-09
- Campeonato Iugoslavo de Futebol

3º lugar — 1977-78
- Segunda Liga Iugoslava

1º lugar — 1958-59
- Copa Bósnia de Futebol

2º lugar — 2007-08; 2008-09
- Copa da Iugoslávia

2º lugar — 1970-71
- Primeira Liga da Bósnia e Herzegovina

1º lugar — 2013-14

### Campeonatos Internacionais
- Copa UEFA Intertoto

1º lugar — 1983

## Recordes Europeus

### UEFA Europa League
| Temporada | Competição | Ronda | Oponente   | Casa | Visitante | Agg. |  |
| --------- | ---------- | ----- | ---------- | ---- | --------- | ---- |  |
| 1977–78   | UEFA Cup   | 1Q    | Las Palmas | 4–3  | 0–5       | 4–8  |  |

### Copa UEFA Intertoto
| Temporada | Competição         | Ronda | Oponente       | Casa | Visitante | Agg.         |  |
| --------- | ------------------ | ----- | -------------- | ---- | --------- | ------------ |  |
| 2003      | UEFA Intertoto Cup | 1Q    | KA Akureyri    | 1–1  | 1–1       | 1–1 (p: 3-2) |  |
|           |                    | 2Q    | Lierse         | 1–0  | 1–5       | 2–5          |  |
| 2004      | UEFA Intertoto Cup | 1Q    | Celje          | 1–0  | 1–2       | 2–2          |  |
|           |                    | 2Q    | Spartak Trnava | 0–1  | 1–2       | 1–3          |  |

## Quadro de jogadores
Nota: Bandeiras indicam equipe nacional, conforme definido pelas regras de elegibilidade da FIFA. Os jogadores podem ter mais de uma nacionalidade não-FIFA.
| N.º |                      | Posição | Jogador            |
| --- | -------------------- | ------- | ------------------ |
| 1   | Bósnia e Herzegovina | G       | Mirza Hamzabegović |
| 3   | Sérvia               | D       | Ivan Kostić        |
| 4   | Bósnia e Herzegovina | D       | Ibrahim Škahić     |
| 7   | Bósnia e Herzegovina | M       | Omar Pršeš         |
| 8   | Bósnia e Herzegovina | D       | Samir Efendić      |
| 9   | Bósnia e Herzegovina | A       | Sulejman Krpić     |
| 10  | Bósnia e Herzegovina | M       | Zajko Zeba         |
| 12  | Bósnia e Herzegovina | G       | Kenan Pirić        |
| 14  | Bósnia e Herzegovina | D       | Perica Ivetić      |
| 15  | Croácia              | M       | Elvis Sarić        |

| N.º |                      | Posição | Jogador             |
| --- | -------------------- | ------- | ------------------- |
| 17  | Croácia              | D       | Haris Mehmedagić    |
| 19  | Bósnia e Herzegovina | M       | Amer Ordagić        |
| 20  | Sérvia               | M       | Nemanja Stjepanović |
| 22  | Bósnia e Herzegovina | M       | Miljan Govedarica   |
| 23  | Bósnia e Herzegovina | A       | Damir Mehidić       |
| 24  | Bósnia e Herzegovina | A       | Mersudin Ahmetović  |
| 27  | Bósnia e Herzegovina | M       | Mladen Veselinović  |
| 28  | Bósnia e Herzegovina | M       | Nenad Kiso          |
| —   | Montenegro           | M       | Slobodan Lakićević  |

## Treinadores
- Sakib Malkočević (Julho de 2008 – Julho de 2009)
- Nermin Hadžiahmetović (Set de 2009 – Nov de 2009)
- Adnan Osmanhodžić (interim) (Nov de 2009 – Dez de 2009)
- Vlatko Glavaš (Jan 2010 – Out de 2010)
- Denis Sadiković (Out de 2010 – Março de 2011)
- Ibrahim Crnkić (Março de 2011 – Set de 2011)
- Darko Vojvodić (Set de  2011 – April 2012)
- Vedran Kovačević (interim) (Abril 2012– Mai 2012)
- Abdulah Ibraković (Maio de  2012 – Junho de 2012)
- Miroslav Blažević (Jan de 2014 – Junho de 2014)
- Denis Sadiković (Junho 2014 – Out de 2014)
- Acácio Casimiro (Out de 2014 – Jan de 2015)
- Husref Musemić (Jan de 2015–present)